# Постимпресионизам
Постимпресионизам је израз који је сковао британски уметник и сликарски критичар Роџер Фрај (Roger Fry) 1914. године, како би описао развој европског сликарства након Манеа. Џон Риволд (John Rewald), један од првих професионалних сликарских критичара који се посветио настанку ране модерне уметности, ограничио је овај период на године између 1886. и 1892. у свом пионирском издању Постимпресионизам: Од Ван Гога до Гогена (1956). Риволд је ово издање сматрао наставком своје Историје импресионизма (1946), и истакао да ће "наредно издање бити посвећено другој половини постимпресионистичког периода" - Постимпресионизам: Од Гогена до Матиса - требало је да уследи, и да покрије остале сликарске правце с краја 19. и почетка 20. века – уопште, сликарске правце који су поникли из импресионизма.
Термин постимпресионизам први је употребио ликовни критичар Роџер Фрај 1906. године. Критичар Франк Ретер у осврту на Јесењи салон објављеном у Art News, 15. октобра 1910, описао је Отона Фриза као „постимпресионистичког вођу“; била је то и реклама за емисију Постимпресионисти Француске. Три недеље касније, Роџер Фрај је поново употребио тај израз када је организовао изложбу Мане и постимпресионисти 1910. године, дефинишући је као развој француске уметности од Манеа.
Постимпресионисти су проширили импресионизам док су одбацили његова ограничења: наставили су да користе живописне боје, понекад користећи импасто (густо наношење боје) и сликање из живота, али су били склонији да истичу геометријске форме, изобличе форму за експресивни ефекат и користе неприродне или модификоване боје.

## Преглед
Постимпресионисти су били незадовољни оним што су сматрали тривијалношћу тематике и губитком структуре на импресионистичким сликама, иако се нису слагали о путу напред. Жорж Сера и његови следбеници бавили су се поинтилизмом, систематском употребом сићушних тачака боја. Пол Сезан је намеравао да врати осећај реда и структуре у сликарство, да „од импресионизма направи нешто чврсто и издржљиво, попут уметности музеја“. То је постигао тако што је предмете свео на њихове основне облике задржавајући засићене боје импресионизма. Импресиониста Камил Писаро експериментисао је са неоимпресионистичким идејама између средине 1880-их и раних 1890-их. Незадовољан оним што је назвао романтичним импресионизмом, истраживао је поинтилизам, који је назвао научним импресионизмом, пре него што се вратио чистијем импресионизму у последњој деценији свог живота. Винсент ван Гог је често користио живописне боје и упадљиве потезе четкицом да пренесе своја осећања и стање ума.
Иако су често излагали заједно, постимпресионистички уметници нису били сложни у погледу кохезивног покрета. Ипак, апстрактна брига о хармонији и структурном уређењу, у раду свих ових уметника имала је предност над натурализмом. Уметници као што је Сера усвојили су студиозно научни приступ боји и композицији.

## Уметнички циљеви постимпресиониста
Крајем 19. века уметници који су се инспирисали импресионистичким теоријама, почели су да одбацују многе принципе тог покрета. Најзначајнији уметници међу њима су били: Пол Сезан, Пол Гоген и Винсент Ван Гог. Ова три пионира модерне уметности били су зачетници најважнијих уметничких израза или праваца 20. века. Група ових револуционара добила је назив „постимпресионисти“, прилично нејасан термин који буквално значи „они који следе иза импресиониста“ и који не описује далекосежне циљеве ових уметника. Најбитнији међу њиховим циљевима су били:
- повратак структуралној организацији пиктуралне форме,
- наглашавање декоративне организације композиције у циљу целокупног јединства и
- више или мање свесно претеривање изгледа природе ради презентације емоционалног односа према моделу.

Може се рећи да Сезаново дело представља први од ових циљева, Гогеново други, а Ван Гогово трећи. Међутим, сваки од њих је у свом начину изражавања имао одређених примеса наведених одлика остале двојице сликара. Те сличности су биле разлог да их се сврста у једну посебну групу, иако за разлику од импресиониста имају, сваки за себе, веома наглашен лични израз и самостално су тежили сваки своме циљу.
Ипак, Сезан заузима доминантно место у постимпресионистичком покрету. На начин који је био супротан случајној организацији композиције и формама кратког даха импресиониста, Сезан је гледао на уметничко дело у смислу међусобних односа целине и њених делова. Иако би га се прије могло назвати аналитичарем стварности него њеним преписивачем, Сезан иде даље од чистог анализирања. Стварност по њему није била објекат у природи из којег би црпио инспирацију, него је представљала збир свих креативних закључака до којих је долазио у процесу стварања. Реалност је схватао не као израз који потиче од изгледа природе, него као резултат њене трансформације коју врши уметник. Стога, иако је Сезан почињао од природе (као што је тада било уобичајено), у исто време је био и први уметник који је сматрао да је пиктурална форма битнија од природне форме објеката и модела.
У овом тражењу своје властите реалности, гледао је испод површине у саму бит предмета, тражећи универзалну или непроменљиву суштину. Једном је писао своме пријатељу да је запазио да се сви природни облици могу свести на једноставне геометријске форме као што су купе, лопте и коцке. Суштина ових геометријских облика изгледала је Сезану постојанија него лице природе подложно променама. Ради интелектуалног процеса укљученог у развијање и реализацију ових форми, Сезан се сматра класицистом по духу, али и револуционаром ликовне форме, као и претечом кубизма и осталих интелектуалних апстрактних форми 20. века.
Као супротност архитектонском и тектонском карактеру структуре Сезанових форми, сликарство Пола Гогена се сматра открићем живог, симболичног света схваћеног кроз декоративну организацију композиције. Његово сликарство свој посебан карактер дугује формама које срећемо у средњовековним фрескама и мозаицима, али и утицајем далеке прекоокеанске културе са Тахитија. Иако су његова инспирација били управо ти далеки егзотични народи јужних мора, његова дела увек показују извесну рафинираност типичну за европску уметност. Љупкост изгледа форме је константно присутна у његовом сликарству и даје му квалитет који подсећа на слике старих мајстора упркос жарким бојама и доста слободном цртежу. Декоративни стил и колорит у Гогеновим делима, ће постати једна од главних инспирација фовистима почетком 20. века.
Сликарство Винсента Ван Гога, трећег пионира постимпресионизма, представља почетак новог, снажног субјективног израза који налазимо у многим облицима савременог сликарства. Карактер експресионизма, како у својој фигуративној, тако у апстрактној форми, дугује много жестоким потезима његовог киста и драматичним дисторзијама боја и форми.

## Риволдова дефиниција „постимпресионизма"
Џон Риволд се фокусирао на изузетне ране „постимпресионисте": Ван Гога, Гогена, Сера, Одилон Редона, и њихове односе, као и на уметничке кругове у којима су се кретали (или којима су се супротстављали):
- Неоимпресионизам, познат међу савременим критичарима и уметницима као Поентилизам; Сера и Сињак би преферирали друге изразе: Дивизионизам на пример
- Клоасонизам, израз кратког века који је 1888. увео критичар Едуар Дижарден (Édouard Dujardin), је требало да промовише рад Луја Анкетена (Louis Anquetin), а касније је примењен и на тадашње радове његовог пријатеља Емила Бернара (Émile Bernard)
- Синтетизам је још један израз кратког века скован 1889. године да раздвоји новија дела Гогена и Бернара од традиционалнијих „импресиониста“ који су сви заједно излагали у кафеу Волпини.
- Школа Пон-Аван означава само да су ти уметници радили неко време у Пон-Авану или неком другом месту у Бретањи.
- Симболизам је термин који је био веома цењен међу авангардним критичарима 1891. године, када је Гоген напустио Синтетизам чим је проглашен предводником симболизма у сликарству.

Штавише, већ у уводу у „Постимпресионизам“, Риволд најављује други том који треба да представи Тулуз-Лотрека, Анри Русоа, Набија и Пол Сезана као и Фова, младог Пикаса и Гогеново последње путовање у јужна мора; требало је да се тај период прошири бар на прву декаду 20, века – али овај други том остао је незавршен.

## Ревизије и прилагођавања
Приступ Џона Риволда историјским подацима је више описан него аналитичан, јер је сматрао да је довољно да се "изворима дозволи да говоре сама за себе." Риволд је, такође, отворено признао да "израз 'постимпресионизам' није нарочито прецизан, али је веома прикладан." Прикладан је, јер се по дефиницији ограничава на француску визуелну уметност која је поникла из импресионизма након 1886.
Алтернативним изразима као што су модернизам или симболизам није било тако лако користити се, јер су се они односили и на књижевност, архитектуру и друге уметности, као и на друге земље.
- Модернизам се данас сматра средишњим покретом у оквирима западне цивилизације, који потиче из Француске, и који обухвата период од пре Француске револуције до Просветитељства.
- Симболизам представља концепт који је настао читав век касније у Француској, и који се односи на индивидуални приступ. Локалне националне традиције као и индивидуалне поставке стога могу да стоје раме уз раме, тако да су од самог почетка разнолики уметници користили неку врсту симболичких детаља, који су се кретали између различитих крајности.

Док се чини да је граница између класичног импресионизма и постимпресионизма јасна и да је чини 1886. година, о датуму краја периода постимпресионизма се још увек расправља.

## Историјски преглед
Постимпресионизам у исто време представља и наставак импресионизма и напуштање његових ограничења. Постимпресионисти настављају да користе јарке боје, дебели слој боје, јасне потезе четкице и стварни живот као тему својих слика, али су више склони да наглашавају геометријске облике, да изобличе форму ради постизања експресивног ефекта, и да користе неприродне боје.
Постимпресионисти нису били задовољни тривијалношћу тема и недостатком структуре у импресионистичким сликама, али не постоји једнообразни правац који су они даље развијали. Жорж Сера и његови следбеници су одабрали поентилизам, систематски употребљавајући тачкице боје. Пол Сезан је решио да поврати осећај реда и структуре у сликарство. Он је то постигао тако што је свео објекте на њихове основне облике, задржавајући при томе импресионистичке свеже боје. Винсент ван Гог је користио боје и изражајне усковитлане потезе четкице да пренесе своја осећања и стање ума.
Иако су често заједно излагали, нису били јединствени покрет. Радили су у географски различити областима и у различитим стилским категоријама, као што су фовизам и кубизам.

## Кратка галерија постимпресионистичких сликара
- Пол Сезан (1839-1906)
- Одилон Редон (1840-1916)
- Пол Гоген (1848-1903)
- Винсент Ван Гог (1853-1890)
- Жорж Сера (1859-1891)
- Анри де Тулуз-Лотрек (1864-1901)
- Пол Серисје (1864-1927)